# Culumana concava
Culumana concava är en insektsart som beskrevs av Delong 1979. Culumana concava ingår i släktet Culumana och familjen dvärgstritar. Inga underarter finns listade i Catalogue of Life.